# Cabillus caudimacula
Cabillus caudimacula je paprskoploutvá ryba z čeledi hlaváčovití (Gobiidae).
Druh byl popsán roku 2004 ichtyology Davidem W. Greenfieldem a J. E. Randallem.

## Popis a výskyt
Maximální délka této ryby je 2,2 cm.
Tělo ryby má světlou barvu. Hlava je protáhlá, více širší než hlubší. Na hlavě za očima se nachází tmavá skvrna. Nozdry jsou zaoblené. Břišní ploutve jsou malé a ploché. Paprsky hřbetní ploutve jsou tenké a pružné. Na boční straně těla se nachází tři malé černé skvrny, na základně ocasní ploutve dvě velké tmavé skvrny.
Byla nalezena ve vodách Východostředního Pacifiku. Obývá vodu hloubky 2–17 m.